# Ottmar-Wolfram Vogel
Ottmar-Wolfram Vogel (* 3. August 1945 in Leipzig; † 2021 in Greifswald) war ein deutscher Fagottist und Komponist.

## Leben
Ottmar-Wolfram Vogel studierte Fagott und Musikpädagogik an der Hochschule für Musik Hanns Eisler Berlin. Nach seinem Studium arbeitete er zunächst als „Sportpianist“ beim SC Empor Rostock und begleitete Turner bei ihren Küren am Klavier. Zudem komponierte er auch Musik für deren Küren. Ab 1971 war er dann 1. Fagottist im Orchester des Theater Vorpommern. In dieser Position verblieb er bis zu seiner Pensionierung.

## Kompositionen (Auswahl)
Als Komponist schuf Ottmar-Wolfram Vogel etliche Bühnenmusiken zu Werken von Peter Hacks, William Wycherley, Claus Hammel, Moliere, Helmut Bez oder Michael Ende. Darüber hinaus komponierte Vogel etliche kammermusikalische Werke für das Fagott, aber auch diverse große Orchesterwerke. Viele seiner Werke wurden durch das Orchester des Theater Vorpommern uraufgeführt. Zur Amtseinführung des neuens Greifswalder Bürgermeisters Reinhard Glöckner im Jahr 1990 komponierte Vogel die Komposition Szenario piccolo II.
- Frage beim Anblick archaischer Bauten, für Sopran, Violine, Oboe, Fagott und Orchester (1976)
- Polyptoton, für Sopran, Bass und Kammerorchester (1977)
- Gebet des Friedrich Christoph Oetinger, für Sopran, Mezzosopran, Tenor und Orchester (1979, rev. 1994)
- Eutektikum, für Erzähler, Sopran und Kammerensemble (1984)
- Sinfonia für Orchester (1986)
- baum – du boot im hellen raum, für Alt und Orchester (1986)
- Szenario piccolo II, für Violine, Cello, Oboe, Fagott und Trompete (1990)
- Sinfonia concertante für Violine, Oboe, Fagott und Orchester (1990)
- Infantile Bemerkungen zum Volkslied "Fuchs, du hast die Gans gestohlen", für Orchester (1993)
- Memorabilien "30. April 1945", für Sopran, Chor und Orchester
- Epitheta ornantia für Orgel (1997)
- Das Schiff, für Erzähler, 6 Trompeten und 2 Pauken (2001, gewidmet dem Segelschulschiff Greif)
- Metamorphosen, für Fagott und Orchester
- Fragmente einer Jugend, für Sopran, Violine, Oboe, Trompete und Klavier (auf Texte von Wolfgang Koeppen)